# بينغي
بينغي (بالمجرية: Benji)‏ هو مغن مؤلف مجري، ولد في 9 ديسمبر 1997 في بودابست في المجر.

## روابط خارجية
- بينغي على موقع ميوزك برينز (الإنجليزية)
- بينغي على موقع ديسكوغز (الإنجليزية)